# Glacera Palü
La glacera Palü (en el dialecte de Poschiavo Vadret da Palü, en romanx Glatscher da Palü, en italià Ghiacciaio di Palü, en alemany Palügletscher) és una glacera de la vall dels Alps dels Grisons a Suïssa. La glacera té una longitud de 3,8 km, una amplada d'1,5 km i té una superfície de 6,47 km².

## Descripció
La glacera Palü es troba al capdamunt de la vall de Poschiavo, una vall de parla italiana al cantó suís dels Grisons. La glacera té el seu origen en una caldera al sud-est del Piz Palü a una altitud de 3.400 m i al nord del Piz Verona i el Piz Varuna. La part més alta i occidental de la seva regió de nutrients es troba a Itàlia. La glacera flueix ara cap a l'est i la llengua de la glacera acaba en la part superior d'un graó de roca a una altitud de 2.600 m. Allà, en una gran cascada, brolla el riu Aqua da Palü, que desemboca al llac Palü, l'aigua de la qual l'utilitza majoritàriament la companyia elèctrica Rätia Energia. L'aigua residual a través del riu Cavagliaso desemboca a Posciavino, un afluent de l'Adda, que al seu torn desemboca al Riu Po.

## Història

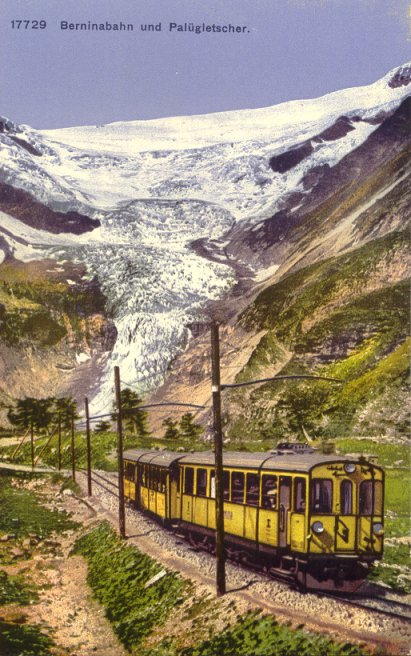
La glacera el 1910

La glacera va assolir el seu punt àlgid al final de la Petita Edat de Gel el 1860, quan la seva llengua cobria gran part de la plana de la devesa de Palü i gairebé arribava al llac Palü. Ja a la primera meitat del segle xx, la glacera es va retirar de l'altiplà de la devesa de Palü. Als anys 70, va restar durant uns anys al primer pas de roca sobre la pastura alpina. Des del 1990 el declivi s'ha accelerat molt i la glacera s'ha retirat cada cop més sobre les roques, i el 2008 el front de la llengua de la glacera es troba a una altitud de 2600 m i l'aigua de desglaç es llença a una bonica cascada en dos passos fins al pasturatge alpí. En la seva època d'esplendor, la llengua de la glacera acabava a una alçada de 1940 m. A partir de l'any 2000, a la primera terrassa de roca sobre el pasturatge de Palü es va formar un nou llac glaciar.

## Turisme
La regió de la glacera és fàcilment accessible pel Ferrocarril Rètic, que, quan es va construir el 1910, passava directament a l'est de la llengua de la glacera. Una línia de ferrocarril connecta la ciutat italiana de Tirano amb la localitat turística suïssa de Sankt Moritz.